# Johnny Griffin
John Arnold Griffin III (24 de abril de 1928 - 25 de julho de 2008) foi um tenor saxofonista bebop e hard bebop estadunidense. Faleceu com 80 anos em 2008 vítima de ataque do coração.
Apelidado de "o Pequeno Gigante" por sua baixa estatura e jogo vigoroso, a carreira de Griffin começou em meados da década de 1940 e continuou até o mês de sua morte. Figura pioneira no hard bop, Griffin gravou prolificamente como líder de banda, além de passagens com o pianista Thelonious Monk, o baterista Art Blakey, em parceria com o tenor Eddie "Lockjaw" Davis e como membro da Kenny Clarke / Francy Boland Big Band depois ele se mudou para a Europa na década de 1960. Em 1995, Griffin recebeu o título de Doutor Honorário em Música da Berklee College of Music.

## Discografia

### Como líder
- 1956: Johnny Griffin (Argo, 1958)
- 1956: Introducing Johnny Griffin (Blue Note)
- 1957: A Blowing Session (Blue Note)
- 1957: The Congregation (Blue Note)
- 1958: Johnny Griffin Sextet (Riverside)
- 1958: Way Out! (Riverside)
- 1959: The Little Giant (Riverside)
- 1960: The Big Soul-Band (Riverside)
- 1960: Battle Stations (Prestige)
- 1960: Johnny Griffin's Studio Jazz Party (Riverside)
- 1960: Tough Tenors (Jazzland)
- 1960: Griff & Lock (Jazzland)
- 1961: The First Set (Prestige)
- 1961: The Tenor Scene (Prestige)
- 1961: The Late Show (Prestige)
- 1961: The Midnight Show (Prestige)
- 1961: Lookin' at Monk! (Prestige)
- 1961: Change of Pace (Riverside)
- 1961: Blues Up & Down (Jazzland)
- 1961: White Gardenia (Riverside)
- 1961: The Kerry Dancers (Riverside)
- 1962: Tough Tenor Favorites (Jazzland)
- 1962: Grab This! (Riverside)
- 1963: Soul Groove (Atlantic) com Matthew Gee
- 1963: Do Nothing 'til You Hear from Me (Riverside)
- 1964: Night Lady (Philips)
- 1967: The Man I Love (Polydor)
- 1967: You Leave Me Breathless (Black Lion)
- 1967: A Night in Tunisia (Trio)
- 1967: Body and Soul (Moon)
- 1968: Jazz Undulation (Joker)
- 1968: Lady Heavy Bottom's Waltz (Vogue)
- 1970: Tough Tenors Again 'n' Again (MPS)
- 1973: Blues for Harvey (SteepleChase)
- 1974: Johnny Griffin Live at Music Inn (Horo)
- 1975: All the Things You Are (Timeless)
- 1976: Johnny Griffin Live in Tokyo (Philips)
- 1976: The Little Giant Revisited (Philips)
- 1978: Sincerely Ours (Four Leaf Clover) com Rolf Ericson
- 1978: Return of the Griffin (Galaxy)
- 1978: Bush Dance (Galaxy)
- 1978: Birds and Ballads (Galaxy)
- 1979: NYC Underground (Galaxy)
- 1979: To the Ladies (Galaxy)
- 1980: Live / Autumn Leaves (Verve)
- 1981: Meeting (Jeton)
- 1983: Call It Whachawana (Galaxy)
- 1984: Tenors Back Again! (Storyville)
- 1985: Three Generations of Tenor Saxophone
- 1986: Have You Met Barcelona
- 1988: Take My Hand (Who's Who in Jazz)
- 1990: The Cat (Antilles)
- 1992: Dance of Passion (Antilles)
- 1994: Chicago-New york-Paris
- 1995: Chicago, New York, Paris (Verve/Polygram)
- 1999: In and Out (Dreyfus)
- 2000: Johnny Griffin and Steve Grossman Quintet
- 2000: Johnny Griffin and Horace Parlan: Close Your Eyes (Minor Music)
- 2002: Johnny Griffin and the Great Danes

### Como sideman
Com Ahmed Abdul-Malik
- Jazz Sahara (Riverside, 1958)
- East Meets West (RCA Victor, 1960)

Com Nat Adderley
- Branching Out (Riverside, 1958)
- A Little New York Midtown Music (Galaxy, 1978)

Com Chet Baker
- Chet Baker in New York (Riverside, 1958)

Com Count Basie
- Count Basie Jam Session at the Montreux Jazz Festival 1975 (Pablo, 1975)

Com Art Blakey
- Selections from Lerner and Loewe's... (Vik, 1957)
- A Night in Tunisia (Vik, 1957)
- Cu-Bop (Jubilee, 1957)
- Art Blakey's Jazz Messengers com Thelonious Monk (Atlantic, 1957)
- Hard Drive (Bethlehem, 1957)

Com James Carter
- Live at Baker's Keyboard Lounge (Warner Bros., 2001 [2004])

Com the Kenny Clarke/Francy Boland Big Band
- Sax No End (SABA, 1967)
- Out of the Folk Bag (Columbia, 1967)
- 17 Men and Their Music (Campi, 1967)
- All Smiles (MPS, 1968)
- Faces (MPS, 1969)
- Latin Kaleidoscope (MPS, 1968)
- Fellini 712 (MPS, 1969)
- All Blues (MPS, 1969)
- More Smiles (MPS, 1969)
- Volcano (Polydor 1969)
- Clarke Boland Big Band en Concert avec Europe 1 (Tréma, 1969 [1992])

Com Tadd Dameron
- The Magic Touch (Riverside 1962)

Com Dizzy Gillespie
- The Giant (America, 1973)
- The Source (America, 1973)
- The Dizzy Gillespie Big 7 (Pablo, 1975)

Com Bennie Green
- Glidin' Along (Jazzland 1961)

Com Philly Joe Jones
- Blues for Dracula (Riverside, 1958)
- Look Stop Listen (Uptown, 1983) Com Dameronia

Com Johnny Lytle
- Nice and Easy (Jazzland, 1962)

Com Blue Mitchell
- Big 6 (Riverside 1958)

Com Thelonious Monk
- Thelonious in Action (Riverside 1958)
- Misterioso (Riverside 1958)

Com Bud Powell
- Bud in Paris (1975, Xanadu) (recorded live 1960)
- Earl Bud Powell, Vol. 8: Holidays in Edenville, 64 (Mythic Sound, 1964)

Com A. K. Salim
- Stable Mates (Savoy, 1957)
- Pretty for the People (Savoy, 1957)

Com Ira Sullivan
- Blue Stroll (Delmark, 1961)

Com Clark Terry
- Serenade to a Bus Seat (Riverside, 1957)

Com Wilbur Ware
- The Chicago Sound (Riverside, 1957)

Com Randy Weston
- Little Niles (United Artists, 1958)

Com Wes Montgomery
- Full House (Riverside, 1962)